# Municipio de Decatur (Nebraska)
El municipio de Decatur (en inglés: Decatur Township) es un municipio ubicado en el condado de Burt en el estado estadounidense de Nebraska. En el año 2010 tenía una población de 667 habitantes y una densidad poblacional de 5,3 personas por km².

## Geografía
El municipio de Decatur se encuentra ubicado en las coordenadas 41°58′32″N 96°17′10″O / 41.97556, -96.28611. Según la Oficina del Censo de los Estados Unidos, el municipio tiene una superficie total de 125.91 km², de la cual 123,27 km² corresponden a tierra firme y (2,09 %) 2,64 km² es agua.

## Demografía
Según el censo de 2010, había 667 personas residiendo en el municipio de Decatur. La densidad de población era de 5,3 hab./km². De los 667 habitantes, el municipio de Decatur estaba compuesto por el 87,71 % blancos, el 0,45 % eran afroamericanos, el 9 % eran amerindios, el 0,15 % eran asiáticos, el 0,75 % eran de otras razas y el 1,95 % eran de una mezcla de razas. Del total de la población el 1,2 % eran hispanos o latinos de cualquier raza.